# Aurorae Chaos
L'Aurorae Chaos è una struttura geologica della superficie di Marte.